# Ральф Шіперс
Ра́льф Ші́перс (англ. Ralf Scheepers, 5 лютого 1965) — німецький вокаліст, засновник гурту Tyran 'Pace, відомий як учасник груп Primal Fear та Gamma Ray. Також брав участь в турне разом з Helloween у 1986 році.
2011 року випустив свій перший сольний альбом «Scheepers», в роботі над яким йому допомагали Мет Сіннер, Кай Хансен, Віктор Смольський  та інші відомі музиканти.

## Дискографія

### Tyran' Pace
- Eye to Eye (1983)
- Long Live Metal (1984)
- Watching You (1986)

### Gamma Ray
- Heading for Tomorrow (1989)
- Sigh No More (1991)
- Insanity and Genius (1993)

### F.B.I.
- Hell On Wheels (1993)

### Primal Fear
- Primal Fear (1998)
- Jaws of Death (1999)
- Nuclear Fire (2001)
- Black Sun (2002)
- Devil's Ground (2004)
- Seven Seals (2005)
- New Religion[en] (2007)
- 16.6 (Before the Devil Knows You're Dead) (2009)
- Unbreakable (2012)

### Сольні роботи
- Scheepers (2011)